# إف آي إس (شركة)
حرفيا: شركة الإخلاص الوطني لخدمات المعلومات بالإنجليزية Fidelity National Information Services، Inc. (أو FIS) هي المزود الدولي لتكنولوجيا الخدمات المالية وخدمات التعهيد. يقع مقر الشركة الرئيسي في جاكسونفيل بولاية فلوريدا، ويعمل لديها 52000 شخص في جميع أنحاء العالم. توفر FIS برامج معالجة الدفع والخدمات المصرفية والخدمات الخارجية للتكنولوجيا المرتبطة بها. ولدى FIS أكثر من 20.000 عميل في أكثر من 130 دولة. احتلت FIS المرتبة الثانية في تصنيفات FinTech Forward 2016.

## عمليات
لدى FIS مجموعة من المنتجات لقطاع الخدمات المالية، بما في ذلك الخدمات المصرفية للأفراد والاستثمار.
وهي تشمل «الملف الشخصي» - وهو تطبيق مصرفي يستند إلى المصدر المفتوح GT. م — وهو محرك قاعدة بيانات معالجة المعاملات تحتفظ به FIS.

## خدمات المشتقات
أطلقت FIS مع الاستحواذ على SunGard ، أداة مشتقات في عام 2015 لتحويل معالجة مشتقات BSPT إلى جميع أنحاء العالم. سيوجه هذا تصفية للمشتقات لتجار العمولات الآجلة لتوفير التكلفة الإجمالية للملكية (TCO)، والقدرة على السماح بتركيز كبير لعمليات المعالجة إلى FIS ، مما يمكن كل تاجر من التركيز على عملائه. السماح للتجار المستقبليين بتقليل المخاطر التشغيلية. بداية من باركليز    في عام 2015، سيقوم كريدي سويس في عام 2016، و Wedbush Securities ، أحد أكبر التجار في العقود الآجلة غير المصرفية في الولايات المتحدة، بنقل عمليات المعالجة وإدارة التكنولوجيا إلى الأداة FIS Derivatives Utility في 2018.

## عمليات الدمج والاستحواذ
على مدار تاريخها، قامت FIS بالعديد من عمليات الاستحواذ 
- Alltel Information Services ، سنة 2003 بقيمة 1.05 مليار دولار [5]
- WebTone Technologies ، 2003
- سانشيز كمبيوتر أسوشيتس، سنة 2004 بقيمة 175 مليون دولار [10]
- أوروم تكنولوجي، سنة 2004 [11]
- بنك وير، سنة 2004 [12]
- InterCept ، سنة 2004 [13]
- Kordoba GmbH & Co ، سنة 2004، بقيمة 163.2 مليون دولار
- الاندماج مع Certegy Inc. سنة 2006 بقيمة 1.8 مليار دولار [14]
- شركة eFunds (EFD)
- شركة Metavante ، سنة 2009 بقيمة 2.94 مليار دولار في الأسهم [15]
- Compliance Coach, Inc ، سنة 2010 [16]
- كابكو، سنة 2010، بقيمة 292 مليون دولار.[17] في مايو 2017، باعت FIS حصة 60 ٪ في Capco إلى صناديق CD&R مقابل 477 مليون دولار.[18]
- TDWI - مؤسسة تورنتو دومينيون للثروة - أعيد تصنيفها الآن على أنها منصة للأوراق المالية، سنة 2013 [19]
- mFoundry ، سنة 2013، بقيمة 120 مليون دولار [20]
- CMSI ، سنة 2014
- شركة الاعتماد، سنة 2014 [21] بقيمة 110 مليون دولار
- Clear2Pay ، سنة 2014 [22][23] بقيمة 480 مليون دولار
- <a href="https://en.wikipedia.org/wiki/SunGard" rel="mw:ExtLink" data-linkid="115" class="cx-link" title="SunGard">SunGard</a> ، سنة 2015 بقيمة 9.1 مليار دولار
- وورلد باي المتحدة.سنة 2019 [24] بقيمة 43 مليار دولار (تم التوقيع على الصفقة في 31 يوليو 2019)

## المالية
بالنسبة للسنة المالية 2017، سجلت FIS أرباحًا بلغت 1.319 مليار دولار أمريكي، بإيرادات سنوية قدرها 9.123 مليار دولار أمريكي، بإنخفاض قدره 1.3 ٪ عن الدورة المالية السابقة. تم تداول أسهم FIS بأكثر من 106 دولارات للسهم، وبلغت قيمتها السوقية أكثر من 33 مليار دولار أمريكي في نوفمبر 2018.
| عام  | إيرادات <br /> بالمليون دولار أمريكي | صافي الدخل <br /> بالمليون دولار أمريكي | إجمالي الأصول <br />بالمليون دولار أمريكي | سعر السهم <br /> بالدولار الأمريكي | الموظفين |
| ---- | ------------------------------------ | --------------------------------------- | ----------------------------------------- | ---------------------------------- | -------- |
| 2005 | 2688                                 | 197                                     | 4189                                      | 15.77                              |          |
| 2006 | 2417                                 | 259                                     | 7631                                      | 18.08                              |          |
| 2007 | 2893                                 | 561                                     | 9795                                      | 22.46                              |          |
| 2008 | 3360                                 | 215                                     | 7500                                      | 17.28                              |          |
| 2009 | 3711                                 | 106                                     | 13998                                     | 18.23                              |          |
| 2010 | 5146                                 | 405                                     | 14176                                     | 23.27                              |          |
| 2011 | 5626                                 | 470                                     | 13873                                     | 25.85                              |          |
| 2012 | 5796                                 | 461                                     | 13550                                     | 29.22                              |          |
| 2013 | 6063                                 | 493                                     | 13960                                     | 40.54                              | 38000    |
| 2014 | 6413                                 | 679                                     | 14521                                     | 52.41                              | 40000    |
| 2015 | 6596                                 | 632                                     | 26200                                     | 62.80                              | 55000    |
| 2016 | 9241                                 | 568                                     | 26031                                     | 69.40                              | 55000    |
| 2017 | 9123                                 | 1319                                    | 24517                                     | 86.11                              | 53000    |

## الخلافات
في 3 تموز (يوليو) 2007، أعلنت Certegy Check Services ، وهي جزء من FIS ، أن أحد العاملين في إحدى الشركات التابعة لها سرق 2.3 مليون سجل مستهلك يحتوي على بطاقة ائتمان وحساب بنكي ومعلومات شخصية أخرى. تم زيادة هذا التقدير لاحقًا إلى 8.5 مليون سجل للمستهلكين. في الشهر التالي، رفعت شركة قانونية دعوى جماعية ضد CCS والشركة الأم FIS بناءً على انتهاك الخصوصية؛ تدعي الشركة أنه نظرًا لأن CCS توفر خدمات التحقق من الشيكات للعديد من المتاجر الأمريكية الكبرى، «لا يختار المستهلكون استخدام خدمات هذه الشركات بل يضطرون إلى ذلك».
في أغسطس 2011، كانت eFunds Prepaid Solutions ومقرها فلوريدا، وهي جزء من FIS ، ضحية لهجمات إلكترونية متطورة قام فيها المتسللين بسرقة 13 مليون دولار من أجهزة الصراف الآلي باستخدام 22 بطاقة مسروقة مسبقة الدفع تابعة لعميل واحد من FIS.

## روابط خارجية
- FIS — الموقع الرسمي
- - بيانات النشاط التجاري لـ FIS: مالية جوجل
  - ياهو! المالية
  - رويترز
  -  إيداع هيئة الأوراق المالية والبورصات